# Skuortajaure
Skuortajaure är en sjö i Arjeplogs kommun i Lappland och ingår i Umeälvens huvudavrinningsområde. Sjön har en area på 0,145 kvadratkilometer och ligger 1 196,7 meter över havet.

## Delavrinningsområde
Skuortajaure ingår i det delavrinningsområde (737235-149652) som SMHI kallar för Ovan Aksjojåkkå. Medelhöjden är 950 meter över havet och ytan är 89,25 kvadratkilometer. Räknas de 6 avrinningsområdena uppströms in blir den ackumulerade arean 193,78 kvadratkilometer. Laisälven som avvattnar avrinningsområdet har biflödesordning 3, vilket innebär att vattnet flödar genom totalt 3 vattendrag innan det når havet efter 485 kilometer. Avrinningsområdet består mestadels av kalfjäll (99 procent). Avrinningsområdet har 0,28 kvadratkilometer vattenytor vilket ger det en sjöprocent på 0,3 procent.